# Laviny nad vsí
Laviny nad vsí (1954, Lawines razen) je dobrodružný román pro mládež, který napsala nizozemská spisovatelka An Rutgers van der Loeff-Basenauová. Kniha získala roku 1955 cenu za nejlepší knihu roku.

## Obsah románu
Román je založen na skutečné události, která se přihodila ve Švýcarských Alpách. Skupina válečných sirotků pod vedením Fina Hutamäkiho zde tráví v mezinárodní vesničce Pestalozzi své zimní prázdniny. Ze zimních radovánek je však jednoho dne vytrhne příjezd učitele Hanse Altschwanka a jeho patnáctiletého syna Wernera, kteří je varují před lavinovým nebezpečím. A v noci se skutečně zřítí obrovská lavina na vesnici Urteli, poničí stavení a zavalí i řadu obyvatel vesnice. Díky statečnosti a obětavosti chlapců je mnoho životů zachráněno.

## Česká vydání
- Laviny nad vsí, SNDK, Praha 1961, přeložila Olga Krijtová